# Al descubierto (álbum de Olé Olé)
Al descubierto es el séptimo y último álbum de estudio del grupo español Olé Olé y primero con la cantante Sonia Santana. Fue lanzado en 1992 bajo el sello Hispavox.

## Historia
Tras abandonar Marta Sánchez el grupo, Sonia Santana fue elegida como nueva vocalista a través del concurso El Gran Musical. Al principio, tanto Marcelo Montesano como Gustavo Montesano no estaban de acuerdo con esta elección y propusieron que para esta tercera etapa del grupo fuera vocalista Esther Álvarez, con quien llegaron a grabar varias maquetas. Finalmente el séptimo y último LP del grupo lo grabaron con Sonia. Como primer sencillo se lanzó el tema No mueras posibilidad.
El álbum fue bien acogido por sus seguidores a pesar de que el estilo se alejaba en cierta medida de lo que habían hecho anteriormente. Al descubierto suponía una evolución hacia la madurez. Volaba yo compuesta por Gustavo Montesano, fue el segundo sencillo del LP. Como tercer sencillo se lanzó Pero también te deseo en 1993, y ese mismo año también se publicó el cuarto y último sencillo del álbum, Adiós, aunque debido a la partida de Sonia del grupo, no se llegó a promocionar lo suficiente. Con la salida de Sonia Santana se puso punto final a la carrera musical de Olé Olé. El disco vendió tan solo 35 mil copias.

## Lista de canciones
| # | Título                              | Compositor(es)                             | Duración |
| - | ----------------------------------- | ------------------------------------------ | -------- |
| 1 | Volaba yo                           | Gustavo Montesano                          | 4:55     |
| 2 | Amar                                | Gustavo Montesano                          | 4:07     |
| 3 | Entre Whiskey y café                | Gustavo Montesano                          | 4:17     |
| 4 | Déjame sufrir                       | Gustavo Montesano / Marcelo Montesano      | 3:31     |
| 5 | Como las hojas en el viento         | Gustavo Montesano                          | 4:14     |
| 6 | Adiós                               | Marcelo Montesano                          | 3:28     |
| 7 | No mueras posibilidad               | Marcelo Montesano                          | 4:46     |
| 8 | Pero también te deseo               | Gustavo Montesano                          | 4:12     |
| 9 | La luna y tú (How high is the moon) | M. Lewis / N. Hamilton / Adap. Manolo Tena | 4:40     |

## Versiones
En 2016 se publica el álbum de duetos "Sin control" por el regreso de Olé Olé con la formación original, dentro del álbum se incluye "No mueras posibilidad", grabada con la voz de Vicky Larraz en forma de dueto junto con Paloma San Basilio. Un año más tarde se publica con la voz de Vicky Larraz en solitario para el álbum "En control" del grupo.